# Minako Aino
Czarodziejka z Wenus (jap. セーラーヴィーナス Sērā Vīnasu; Sailor Venus) – fikcyjna postać z serii mang i anime Sailor Moon autorstwa Naoko Takeuchi. Jej imię to Minako Aino (jap. 愛野 美奈子 Aino Minako).
Jej imię, Minako (美奈子), można odczytać alternatywnie jako Wenus (jap. ビーナス Bīnasu). Z kolei jej nazwisko to gra słów: można je zapisać jako ai no (jap. 愛の), co znaczy "miłości". Dzięki temu jej imię może znaczyć "Wenus Miłości".
Czarodziejka z Wenus, jako piąta z wojowniczek dołączyła do Czarodziejki z Księżyca, chociaż jej umiejętności zostały przebudzone jako pierwsze. Jako Czarodziejka z Wenus posiada moce oparte na uczuciu miłości. Zarówno w mandze jak i anime marzy o zostaniu słynną piosenkarką, natomiast w serii live-action jest już znaną idolką. Jest główną bohaterką serii mang autorstwa Naoko Takeuchi pt. Hasło brzmi: Sailor V, który jest prequelem serii Sailor Moon. W tej serii (i na początku serii Sailor Moon) występuje pod pseudonimem Czarodziejka V (jap. セーラー V Sērā V; Sailor V) (V to skrót od "Venus"). Fabuła mangi Sailor V jest na ogół zgodna z fabułą nowszej serii, jednak są one traktowane przeważnie jako oddzielne historie. Oprócz tego, Minako wystąpiła w innym opowiadaniu pt. Rei and Minako's Girls School Battle.

## Opis postaci
| Pierwsze wystąpienie     |        |          |             |          |
| Forma                    | Manga  | Anime    | Live-action | Sailor V |
| Sailor V                 | Akt 1  | Odc. 33  | Akt 1       | Tom 1    |
| Minako Aino              | Akt 8  | Odc. 33  | Akt 1       | Tom 1    |
| Sailor Venus             | Akt 8  | Odc. 33  | Akt 12      | Tom 15   |
| Księżniczka Sailor Venus | —      | —        | Akt 12      | --       |
| Super Sailor Venus       | Akt 39 | Odc. 143 | --          | --       |
| Księżniczka Wenus        | Akt 41 | —        | —           | --       |
| Eternal Sailor Venus     | Akt 42 | —        | —           | —        |
| Evil Sailor Venus        | Akt 50 | —        | —           | —        |

Minako jest po raz pierwszy przedstawiona w mandze Hasło brzmi: Sailor V, w której odgrywa główną rolę. Zostaje przebudzona jako Senshi przez białego kota Artemisa, kiedy ma trzynaście lat. Artemis mówi jej, że jej obowiązkiem jest stać się piękną wojowniczką Sailor V. Artemis wyjaśnia, że Wenus i Ziemia są "bliźniaczymi planetami" mając podobny rozmiaru i wagę, i że musi chronić Ziemię od jej wrogów. Pokazuje jej Magellan Castle krążący wokół Wenus i mówi, że należy do niej, choć istnienie tych zamków jest ujawnione innym czarodziejkom dopiero pod koniec serii Sailor Moon.
Minako jest opisana jako wysportowana, wesoła, romantyczna, i mądra osoba. W anime Minako ma nieco inną historię, niż w mandze – spędziła trochę czasu (jako Sailor V) w Londynie, gdzie poznała młodą oficer Interpolu o imieniu Katarina, która nauczyła ją biegłego posługiwania się angielskim. Spotkała tam także młodego człowieka o imieniu Alan, w którym się zakochała. Po pewnym czasie, Sailor V i Katarina uczestniczyły w misji, która zakończyła się niepowodzeniem. Pod koniec tejże misji, doszło do wybuchu budynku, w którym znajdowała się Minako, przez co wszyscy byli przekonani, że zginęła. Sailor Venus jednak przeżyła i zorientowała się, że Katarina i Alan zostali parą, co skłoniło ją do powrotu do Japonii.
W wyniku stoczonych bitew, kiedy Minako spotyka inne czarodziejki, ma dość poważną osobowość i jest bardzo skupiona na swojej misji jako Senshi. W mandze nawet mówi im, że jest Księżniczką, której szukały, choć w rzeczywistości jedynie służy jako ochrona prawdziwej Księżniczki, Usagi.
Artemis mieszka w domu Minako (podobnie jak Luna mieszka w domu Usagi) i jest jednym z jej najbliższych przyjaciół. Minako żyje z obojgiem rodziców, chociaż odniesień do jej życia rodzinnego jest niewiele w serii Sailor Moon. Początkowo Minako chodziła do szkoły Shiba Koen. Kiedy bohaterki zaczynają naukę w liceum dołącza do Usagi, Ami i Makoto w Azabu Juban High School. Jednym z jej największych miłości jest siatkówka, tak jak pokazano na początku pierwszego rozdziału Sailor V, w liceum dołącza do klubu piłki siatkowej. Jej ulubionym przedmiotem jest Wychowanie Fizyczne.
Marzeniem Minako jest zostanie idolką, więc, w miarę możliwości, bierze udział w castingach. W serii (Sailor Stars) bierze nawet udział w konkursie dla młodych talentów. Można zauważyć, że Minako jest zauroczona Yatenem. Została także nieoficjalnym, samozwańczym menażerem Trzech Gwiazd.

### Sailor Venus

Kostium Sailor Venus

Minako dzięki Piórze Transformacji Wenus potrafi zmienić się w Sailor Venus. Nosi strój w odcieniach pomarańczy i granatu, włosy ma spięte czerwoną kokardą, a wokół talii nosi złoty łańcuszek. Jej osobowość nie różni się od tej sprzed transformacji, chociaż posiada pewne specjalne umiejętności. W języku japońskim planeta Wenus nosi nazwę Kinsei (jap. 金星): pierwsze kanji znaczy "złoto", a drugie wskazuje na obiekt astronomiczny. W przeciwieństwie do innych Senshi, jej specjalne umiejętności nie pochodzą od tego żywiołu zawartego w nazwie planety, lecz są oparte na koncepcji miłości, jest to odniesienie do rzymskiej bogini miłości Wenus. Jednak ze złota wykonane jest kilka broni, z których korzysta jako Sailor Venus, a kilka z jej ataków zawiera słowo "półksiężyc" w nazwie, głównie nabyte za czasów bycia Sailor V.
Z czasem staje się znacznie silniejsza i potężna, Sailor Venus zyskuje dodatkowe moce. Pierwsza zmiana ma miejsce w 39 akcie mangi, kiedy zdobywa Venus Crystal, jej strój staje się podobny do stroju Super Sailor Moon. Nie podano nazwy transformacji. Minako także przemienia się w Sailor Venus dzięki Pałeczce Transformacji Wenus, a jej trzecią i ostatnią przemianą w anime jest Super Sailor Venus dzięki Pałeczce Kryształowej Transformacji Wenus. Ostatnią transformacją Minako jest Eternal Sailor Venus, pojawia się ona tylko w mandze i jest najdoskonalszą postacią Senshi.

### Księżniczka Wenus
Księżniczka Wenus (jap. プリンセス・ヴィーナス Purinsesu Vīnasu; Princess Venus) – w mandze Minako była Księżniczką na swojej rodzinnej planecie – Wenus. Była także obrończynią Księżniczki Serenity. W mandze była związana z Kunzite. Jeszcze za czasów Srebrnego Millenium jako księżniczka mieszkała w zamku Magellan Castle – zamku orbitującym wokół Wenus. Królowa Serenity dała go jej, kiedy Księżniczka się urodziła. W mandze Sailor V dowiadujemy się, że zakochał się w niej Adonis – żołnierz z jej armii, która była później pod dowództwem Endymiona. Jego miłość nie została przez nią zauważona, przez co on stał się złoczyńcą pracującym dla Dark Agency.

Symbol Wenus.

Ona i Rei potwierdzają, że nie potrzebują mężczyzn, ponieważ poświęciły swoje życie obowiązku chronienia Usagi.

## Transformacja

### Anime
- Venus Power, Make Up! (jap. ヴィーナス・パワー・メイク・アップ Vīnasu Pawā Meiku Appu; Potęgo Wenus, działaj!)[10]
- Venus Star Power, Make Up! (jap. ヴィーナス・スター・パワー・メイク・アップ Vīnasu Sutā Pawā Meiku Appu; Gwiezdna Potęgo Wenus, działaj!)[15]
- Venus Crystal Power, Make Up! (jap. ヴィーナス・クリスタル・パワー・メイク・アップ Vīnasu Kurisutaru Pawā Meiku Appu; Kryształowa Potęgo Wenus, działaj!)[16]

### MangaSailor Moon
- Venus Power, Make Up! (jap. ヴィーナス・パワー・メイク・アップ Vīnasu Pawā Meiku Appu; Potęgo Wenus, Przemień Mnie!)
- Venus Star Power, Make Up! (jap. ヴィーナス・スター・パワー・メイク・アップ Vīnasu Sutā Pawā Meiku Appu; Gwiezdna Potęgo Marsa, Przemień Mnie!)
- Venus Planet Power, Make Up (jap. ヴィーナス・プラネット・パワー・メイク・アップ Vīnasu Puranetto Pawā Meiku Appu; Planetarna Potęgo Wenus, Przemień Mnie!)[17]
- Venus Crystal Power, Make Up! (jap. ヴィーナス・クリスタル・パワー・メイク・アップ Vīnasu Kurisutaru Pawā Meiku Appu; Kryształowa Potęgo Wenus, Przemień Mnie!)

### MangaSailor V
- Moon Power, Transform! (jap. ムーン・パワー・トランスフォーム Mūn Pawā Toransufōmu)
- Crescent Moon Power, Transform! (jap. 三日月パワー・トランスフォーム Mikadzuki Pawā Toransufōmu)

## Ataki
- Crescent Beam! (jap. クレッセント・ビーム Kuressento Bīmu; Groch, fasola!)[18]
- Crescent Beam Shower! (jap. クレッセント・ビーム・シャワー Kuressento Bīmu Shawā; Groch, fasola, silna wola!)[19]
- Venus Love-Me Chain! (jap. ヴィーナス・ラブ・ミー・チェーン Vīnasu Rabu Mī Chēn; Łańcuchy Wenus!)[15]
- Hissatsu Love-Me Moon Chain! (jap. 必殺ラブミー・ムーン・チェーン Hissatsu Rabu Mī Mūn Chēn) jako Sailor Moon[20]
- Furious Random Crescent Beam Shots! (jap. クレッセント・ビームの乱れ撃 Kuressento Bīmu no Midareutsu)
- Venus Love and Beauty Shock! (jap. ヴィーナス・ラブ・アンド・ビューティ・ショック Vīnasu Rabu Ando Byūti Shokku; Złocistych Serc Magiczny Krąg!)[21]
- Venus Wink Chain Sword! (jap. ヴィーナス・ウインク・チェーン・ソード Vīnasu Uinku Chēn Sōdo) – manga Sailor Moon[17]
- Venus Ten-Billion Volt Rockin' Rouge! (jap. ヴィーナス百億ボルトロックン・ルージュ Vīnasu Hyaku oku Boruto Rokkun Rūju) – manga Sailor V

## Przedmioty

### Transformacja
- Pióro Transformacji Wenus (jap. ヴィーナス変身ペン Vīnasu Henshin Pen; Venus Transformation Pen) – na pozór przypomina zwykłe pióro, ale jest zakończone małym, żółtym kamieniem, który świeci się w czasie transformacji. Minako zostaje wojowniczką najwcześniej ze wszystkich Inner Senshi, ale ujawnia się w anime jako ostatnia z nich. Dostaje pióro transformacji od Artemisa. Dzięki niemu Minako zmienia się w Sailor Venus[22].
- Pałeczka Gwiezdnej Transformacji Wenus (jap. マーズ・スター・パワー・スティック Vīnasu Sutā Pawā Sutikku; Venus Star Power Stick) – różdżka z żółtą rękojeścią, zwieńczoną złotą koroną oraz ze złotą główką w kształcie pięcioramiennej gwiazdy z żółtym kamieniem w środku. Minako dostaje ją od Luny i Artemisa. Podobnie jak pióro, pozwala Minako zmieniać się w Czarodziejkę z Wenus, która jednak posiada większą moc i silniejsze ataki[23].
- Pałeczka Kryształowej Transformacji Wenus (jap. ヴィーナス・クリスタル・チェンジ・ロッド Vīnasu Kurisutaru Chenji Roddo; Venus Crystal Change Rod) – różdżka o różowej rękojeści ze złotymi zdobieniami i pomarańczowymi skrzydełkami, zwieńczona pomarańczowym kryształem, na którym znajduje się jeszcze główka w postaci złotej pięcioramiennej gwiazdy. Czarodziejka otrzymuje ją, gdy Pegaz swoją mocą zmienia poprzednią pałeczkę. Ta różdżka pozwala Minako zmieniać się w Super Czarodziejkę z Wenus, która jest ostateczną formą Czarodziejki w anime[24].
- Kryształ Wenus (jap. ヴィーナス・クリスタル Vīnasu Kurisutaru; Venus Crystal) – kryształ Senshi. Minako użyła go do transformacji w Eternal Sailor Venus.

### Ataki
- Łańcuch Wenus (jap. チェーン Chēn; Chain) – przedmiot w kształcie łańcucha z róż wykonanych ze złota używany przez Sailor Venus, Super Sailor Venus, a w mandze również przez Eternal Sailor Venus, do przeprowadzania ataków Venus Love Me Chain, Venus Wink Chain Sword oraz Venus Love And Beauty Shock[25]. Gdy Czarodziejka korzysta z tego przedmiotu oraz wypowiada zaklęcia, może nim chwytać swoich przeciwników, ratować innych z niebezpieczeństwa, bądź porażać wrogów świetlistymi serduszkami. W mandze Venus posiadała go już w pierwszej serii, natomiast w anime po raz pierwszy pojawia się, gdy Czarodziejka walczy z Caraberas (Venus jako liderka Inner Senshi wcześniej otrzymuje swój "talizman"). Należy zaznaczyć, iż w mandze przedmiot jest rzeczywistym łańcuchem, natomiast w anime składa się on albo ze świetlnych ogniw, albo w ostatecznej formie ze złotych róż. Symbol łańcucha widoczny jest także na Kryształowej Pałeczce Transformacji Wenus.
- Love Whip (jap. 愛のムチ Ai no Muchi) tylko w mandze[24]
- Wenus Mike (jap. ヴィーナス・マイク Vīnasu Maiku; Venus Mike) – berło, które Sailor V użyła do wykonania ataku Venus Ten-Billion Volt Rockin' Rouge.

### Inne
- Urządzenia Komunikacyjne (jap. 通信機 Tsūshin-ki; Communication Device)
- Zegarek Komunikacyjny (jap. 腕時計型の通信機 Udedokei Kata no Tsūshin-ki; Communication Watch)
- Magiczna Puderniczka (jap. コンパクト Komupakuto; Compact)

## Aktorki
W pierwszym anime głosu Minako użyczyła Rika Fukami, a w serialu Sailor Moon Crystal – Shizuka Itō. W wersji angielskiej m.in. Stephanie Morgenstern, a we francuskiej Amélie Morin.
W musicalach Sailor Moon w jej rolę wcieliły się aktorki: Nana Suzuki, Sakae Yamashita, Chizuru Soya, Kanatsu Nakaya, Akiko Miyazawa, Miyu Otani, Nao Inada, Yuki Nakamura, Ayumi Murata, Mizuki Watanabe, Momoko Shibuya, Erica, Shiori Sakata oraz Rimo Hasegawa.
W serialu Bishōjo senshi Sailor Moon rolę Minako odegrała Ayaka Komatsu.

## Odbiór
W 1993 roku, w 15. Anime Grand Prix, organizowanym przez magazyn Animage, postać Minako Aino zajęła 5. miejsce w kategorii: najlepsza postać żeńska. Rok później była czwarta, a dwa lata później – dziewiąta. W pierwszym oficjalnym sondażu popularności postaci z serii Sailor Moon, Sailor Venus była trzecią najbardziej popularną postacią z trzydziestu ośmiu pozycji.